# Терпстра, Ники
Ни́ки Те́рпстра (нидерл. Niki Terpstra; род. 18 мая 1984, Бевервейк) — голландский профессиональный шоссейный и трековый велогонщик, выступающий за команду Quick-Step Floors. Трёхкратный чемпион мира в командной гонке на время. Чемпион Париж-Рубе 2014 года.

## Карьера
Первоначальной специализацией Терпстры на ранних этапах карьеры были трековые гонки. В 2005 году в составе голландской команды он выиграл серебро в командном преследовании на чемпионате мира в Лос-Анджелесе. На протяжении нескольких следующих лет Ники выиграл 6 чемпионских званий в национальных чемпионатах по трековым велогонкам.
С 2008 года Терпстра начинает систематически выступать на шоссе, показывая неплохие результаты на однодневных гонках, а в 2009 году он побеждает на этапе Критериума ду Дофине, что на один день принесло ему лидерство в общем зачете гонки.
В 2010 году голландец выигрывает национальный чемпионат в групповой гонке, а спустя два года повторяет своё достижение. В том же 2012 году Терпстра проявил себя блестящим однодневщиком, выиграв Dwars door Vlaanderen, а на Туре Фландрии и Париж-Рубе заняв шестое и пятое места соответственно даже несмотря на то, что голландец не имел личной свободы, а выполнял роль грегари для Тома Бонена, который и выиграл эти гонки. Во второй части сезона Терпстра в составе Omega Pharma-Quick Step стал чемпионом мира в возрожденной командной гонке на время.
В 2013 году голландец сменил на капитанской должности в классических гонках травмированного Бонена и замкнул тройку сильнейших на Париж-Рубе, а в начале осени в составе команды вновь выиграл чемпионат мира в командной гонке.

## Достижения

### Трек
2004
Чемпионат Нидерландов
 Скрэтч
2005
Чемпионат Нидерландов
 Скрэтч
 Гонка по очкам
2006
Чемпионат Нидерландов
 Преследование
 Мэдисон
2007
Чемпионат Нидерландов
 Скрэтч
 Мэдисон

### Шоссе
2005
Omloop der Kempen
2006
6-й этап на Тур Нормандии
2-й этап на OZ Wielerweekend
Ronde van Midden-Nederland
2007
горная классификация Тура Германии
2009
3-й этап на Критериум ду Дофине
ЗЛМ Тур
2-й в генеральной классификации
пролог
2010
 Чемпионат Нидерландов — групповая гонка
Sparkassen Giro Bochum
2012
 Чемпионат мира — командная гонка
 Чемпионат Нидерландов — групповая гонка
Дварс дор Фландерен
Амстел Кюрасао Рейс
2013
 Чемпионат мира — командная гонка
2-й на Чемпионат Нидерландов — индивидуальная гонка
2014
Тур Катара
1-й в генеральной классификации
1-й этапа
Дварс дор Фландерен
Париж-Рубе
Амстел Кюрасао Рейс
2-й на Чемпионат Нидерландов — групповая гонка
 Чемпионат мира — командная гонка
2015
 Чемпионат Нидерландов — групповая гонка
Тур Катара
1-й в генеральной классификации
3-й этапа (ITT)
Тур Валлонии
1-й в генеральной классификации
1-й этапа
2016
Ле-Самен

## Рейтинги
| Год                   | 2005  | 2006 | 2007  | 2008 | 2009  | 2010 | 2011  | 2012 | 2013 | 2014 | 2015 | 2016 | 2017  | 2018  | 2019 | 2020   | 2021   | 2022   |
| --------------------- | ----- | ---- | ----- | ---- | ----- | ---- | ----- | ---- | ---- | ---- | ---- | ---- | ----- | ----- | ---- | ------ | ------ | ------ |
| ПроТур UCI            | -     | -    | 122-й | -    |       |      |       |      |      |      |      |      |       |       |      |        |        |        |
| Мировой календарь UCI |       |      |       |      | 193-й | -    |       |      |      |      |      |      |       |       |      |        |        |        |
| Мировой тур UCI       |       |      |       |      |       |      | 175-й | 31-й | 53-й | 26-й | 37-й | 47-й | 65-й  | 24-й  |      |        |        |        |
| Мировой рейтинг UCI   |       |      |       |      |       |      |       |      |      |      |      | 54-й | 73-й  | 21-й  | 94-й | 1170-й | 1295-й | 1049-й |
| Европейский тур UCI   | 431-й | 87-й |       |      |       |      |       |      |      |      |      | 95-й | 339-й | 101-й | 76-й | 906-й  | 930-й  | 751-й  |
| Азиатский тур UCI     | -     | -    |       |      |       |      |       |      |      |      |      | 63-й | -     | 472-й |      |        |        |        |
|                       |       |      |       |      |       |      |       |      |      |      |      |      |       |       |      |        |        |        |
| Источник: UCI         |       |      |       |      |       |      |       |      |      |      |      |      |       |       |      |        |        |        |

## Личная жизнь
Спутница жизни Ники Терпстры — Рамона Ван Дер Лек. 13 января 2013 года у пары родилась дочь Зоя.